# Đorđe Dragić
Đorđe Dragić, srbski vojni zdravnik in general, * 9. november 1910, † 1998 Beograd.

## Življenjepis
Leta 1935 je diplomiral na Medicinski fakulteti. V NOVJ je bil od leta 1943; bil je sanitetni referent 19. birčanske brigade in 38. divizije, načelnik sanitete v Štabu KNOJ,...
Po vojni je bil načelnik sanitete armade, namestnik načelnika in načelnik VMA.

## Odlikovanja
- Red dela
- Red za vojaške zasluge